# Santiago Rojas (futbolista)
Santiago Gerardo Rojas López (Luque, Paraguay; 5 de abril de 1996) es un futbolista paraguayo que juega de guardameta en el Club Nacional (Paraguay) de la Primera división de Paraguay.Es internacional absoluto por la selección de Paraguay desde 2022.

## Trayectoria
Formado en las inferiores del Club Nacional, debutó en la primera división en 2016.
El 12 de enero de 2023, Rojas fue cedido al Club Atlético Tigre de la Primera División de Argentina.
En enero del 2024, fue cedido a Atlético Nacional de Colombia, en busca de más ritmo. Sin embargo, fue muy cuestionado por sus malas actuaciones, especialmente contra su ex-equipo, Club Nacional, teniendo responsabilidad en 3 de los 4 goles, que provocó la eliminación del equipo verde de la Libertadores. Aparte, Harlen Castillo, el otro portero, se logró consolidar, desplazando a Rojas del equipo verde. Después de la eliminación de Libertadores, Rojas no volvió a estar ni en los suplentes. En junio, se informó que no continuaría en el club, volviendo a Nacional de Paraguay.
Volvió al Club Nacional el 19 de julio, para atajar en el empate sin goles ante Sportivo Trinidense.

## Selección nacional
Debutó con la selección de Paraguay luego de muchas citaciones el 2 de junio de 2022 ante Japón por un amistoso.

## Clubes
| Club                           | País      | Año           |
| ------------------------------ | --------- | ------------- |
| Club Nacional                  | Paraguay  | 2016-presente |
| Club Atlético Tigre (préstamo) | Argentina | 2023          |
| Atlético Nacional              | Colombia  | 2024          |

## Vida personal
Casado con la cantante Arami Yambay, nieta del famoso cantante folklórico Quemil Yambay, hija del también conocido cantante Ulises Yambay. Tuvieron una hija en diciembre de 2021.